# 퀘벡 국경일

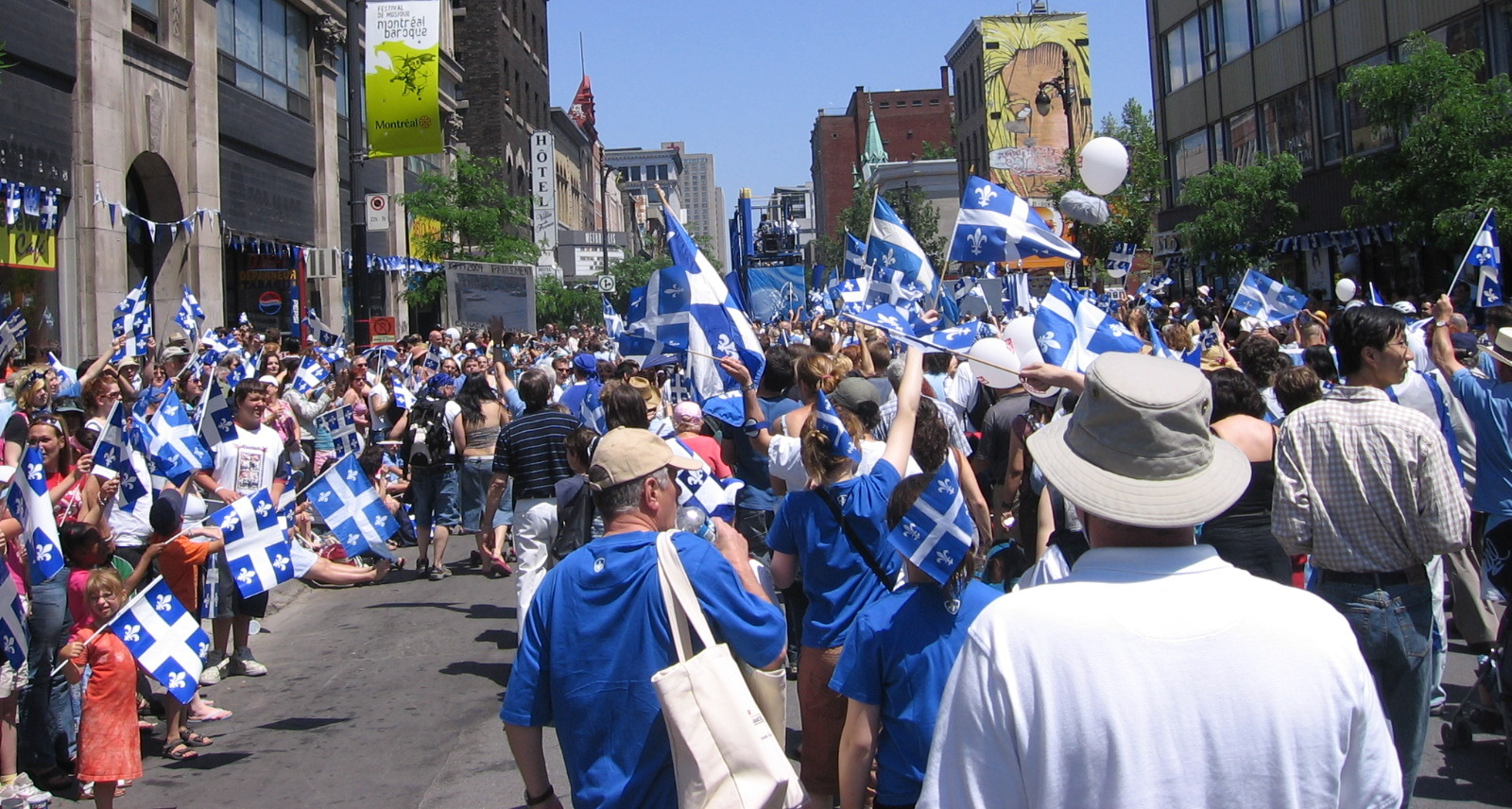
몬트리올에서 퀘벡 국경일

퀘벡 국경일(프랑스어: Fête nationale du Québec)은 캐나다 퀘벡주에서 독자적인 문화를 축하하는 기념일이다. 매년 6월 23, 24일에 해당한다. 생장바티스트의 날(프랑스어: Fête de la Saint-Jean-Baptiste)이라고도 하는데, 프랑스에서 앙시앵 레짐 시대의 성 요한의 날로 열린 하지제에서 유래한다.